# Brügger & Thomet APC
El B&T APC (Carabina de Policía Avanzada) es una familia de armas de fuego producidas y fabricadas por B&T (anteriormente conocido como Brügger & Thomet) de Suiza. Anunciada en 2011, la serie de subfusiles utiliza munición estándar de 9×19 mm (APC9), .40 S&W (APC40), 10 mm Auto (APC10) y .45 ACP (APC45).

## Historia y descripción general
La serie APC fue diseñada en la década de 2000, como un subfusil moderno que sería más barato de producir que las carabinas de asalto de cartucho intermedio que estaban experimentando un aumento en el uso militar durante este período. Antes de este punto, B&T vendió el MP9 y tenía experiencia en la fabricación de metralletas, así como años de comentarios de los clientes sobre posibles mejoras.Las primeras APC de B&T se produjeron en 2011.
En marzo de 2019, B&T lanzó su serie APC9 PRO, una mejora con un mango de carga no recíproco y una empuñadura de pistola reemplazable, compatible con empuñaduras para la familia del rifle de asalto estilo AR-15 . El APC9 PRO cuenta con un receptor inferior opcional capaz de usar cargadores Glock.
El 29 de marzo de 2019, B&T se adjudicó un contrato en la competencia del Acuerdo de Transacción de Producción de Armas Subcompactas (P-OTA) del Ejército de los Estados Unidos para su metralleta APC9K. El contrato de $ 2.6 millones incluía 350 armas subcompactas (SCW) iniciales con una opción para cantidades adicionales de hasta 1,000 SCW, con eslingas, manuales, accesorios y repuestos.

## Diseño
El APC utiliza un sistema de gas de retroceso directo . La adición de un sistema de amortiguación hidráulico patentado en la placa posterior del receptor ayuda a controlar el retroceso. Más del 50% de las piezas de APC son intercambiables entre las diferentes plataformas. 
El receptor superior del APC está hecho de aleación de grado aeroespacial, y el receptor inferior, las empuñaduras de pistola, el cargador y la culata están hechos de polímero.  El APC usa los mismos cargadores que el MP9.
La mira mecánica del APC está compuesta por una mira trasera ajustable tipo anillo fantasma y una mira cilíndrica. Las miras se pueden plegar en la base cuando no están en uso y saldrán rápidamente cuando estén en uso. El APC tiene un cañón tipo orejetas bloqueadas estilo H&K MP5 y puede equiparse con un supresor de liberación rápida o un ocultador de flash. El cañón del APC45 viene con un ocultador de flash por defecto.
El APC comparte una culata de polímero plegable lateralmente con el lanzagranadas B&T GL-06 . El conjunto del gatillo es efectivamente el mismo que el del rifle AR-15 / M16 y acepta muchas piezas de repuesto del mercado secundario. Todo el arma, incluida la manija de carga, es ambidiestra y se puede ajustar en función de la mano del operador. 

## Variantes
El Subfusil APC se ofrece en varias variantes.El subfusil estándar tiene una longitud de cañón de 175 mm (6,9 pulgadas) y la variante de carabina tiene un cañón de 406 milímetros (16,0 pulgadas) para el mercado civil.Todas las variantes están disponibles en calibres 9 × 19 mm (APC9) y .45 ACP (APC45). La serie APC PRO tiene la capacidad de tener diferentes opciones de calibre, supresores, accesorios, versiones de entrenamiento y la capacidad de aceptar cargadores Glock o SIG  Sauer P320 , lo que le da a la plataforma una gran modularidad para sus operadores.
APC9 : el modelo básico, que adopta un receptor de polímero, un cargador y una culata plegable. Es fuego selecto y puede cargarse con cargadores de 15, 20, 25 o 30 cartuchos.
APC9 G : un APC9 con un receptor inferior que es compatible con los cargadores de pistola Glock .
APC9 K : variante de cañón acortado del APC9.
APC9-SD : variante con supresión integral del APC9 con supresor integrado .
Carabina APC9 : versión civil del APC9, solo se puede disparar en semiautomático.
Carabina APC9-P : versión policial de la carabina APC9. Viene con guardamanos más largos y cañón más largo.
Carabina deportiva APC9 : versión deportiva de la carabina APC9. Viene con guardamanos más largos y cañón más largo.
APC40: .40 versión S&W del APC9.
APC10: Versión automática de 10 mm del APC9.
APC45 : versión .45 ACP del APC9. Para adaptarse a la ronda, solo es capaz de disparar de forma totalmente automática.
APC45-SD : variante con supresión integral del APC45.

## Usuarios
| País           | Nombre del usuario                                                     | Modelo                    | Cantidad | Fecha             | Referencias   |
| -------------- | ---------------------------------------------------------------------- | ------------------------- | -------- | ----------------- | ------------- |
| Argentina      | Ejército argentino Agrupación de Fuerzas de Operaciones Especiales     | APC9K, APC92D, APC9 PRO G | 263      | 2020-2021         | [ 2 ] [ 3 ]   |
| Brasil         | Policía Militar del estado de Sao Paulo                                | APC40 PRO                 | 1000     | Diciembre de 2020 | [ 4 ]         |
| Eslovaquia     | Policía de Eslovaquia                                                  | APC9                      | 26+      | 2019              | [ 5 ]         |
| Estados Unidos | Ejército de los Estados Unidos Personal de seguridad departamental     | APC9K                     | 350      | 2019              | [ 6 ] [ 7 ]   |
| Estados Unidos | Fuerza Aérea de los Estados Unidos Personal de seguridad departamental | APC9K                     | 65       | 2020              | [ 8 ] [ 9 ]   |
| Estados Unidos | Policía de Westchester                                                 | APC9SD                    | -        | 2019              | [ 10 ]        |
| Estados Unidos | Policía de Miami                                                       | APC9K Pro                 | -        | 2020              | [ 11 ] [ 12 ] |